# 張勉仁
張勉仁（？—？），號中樸，山東濟南府淄川縣人，明朝政治人物。

## 生平
崇祯六年（1633年）癸酉科山東鄉試第七十八名舉人，崇禎十年（1637年），登丁丑科會試第一百二十九名，廷試三甲一百二十八名进士。刑部觀政。

## 家族
曾祖张福，祖张文和，父张士弘〔庠生〕。